# کروستاتا
کروستاتا (انگلیسی: Crostata) یک نوع تارت یا پای ایتالیایی است. اولین استفاده از واژه کروستاتا به معنای امروزی آن، در کتاب‌های آشپزی «کتاب هنر آشپزی» نوشته مارتینو دا کومو (منتشر شده در حدود سال ۱۴۶۵) و «آشپز ناپلی» (منتشر شده در اواخر قرن ۱۵) دیده می‌شود. در این کتاب‌ها، دستوری با عنوان «کروستاتا از پنیر، نان و غیره» آورده شده است.
کروستاتا به عنوان یک "تارت میوه‌ای ساده و روستایی" شناخته می‌شود که می‌تواند بدون قالب یا در یک قالب پای پخته شود.

## ریشه‌شناسی
این کلمه از واژه لاتین «crustāta» گرفته شده که به معنای "پوسته‌دار" است. این واژه از ریشه «crusta» به معنای "پوسته" آمده است. واژه فرانسوی «croustade» نیز از همین ریشه گرفته شده و کلمه انگلیسی «custard» (کاستارد) نیز از آن مشتق شده است.
واژه کروستاتا در اولین فرهنگ‌های لغت ایتالیایی دیده شده است، از جمله در فرهنگ لغت «آکادمی دلا کروسکا» که بین سال‌های ۱۵۹۱ تا ۱۶۰۸ تدوین شده و در سال ۱۶۱۲ منتشر شده است، و همچنین در فرهنگ لغت سال ۱۶۱۷ که کروستاتا را به عنوان نوعی "تورتا" تعریف کرده است.

## تاریخچه و دستورها
کروستاتا به‌طور سنتی از یک پایه خمیر تشکیل می‌شد که معمولاً شامل سه لایه و با چربی تصفیه‌شده و کره طعم‌دار می‌شد. امروزه از خمیر تارت استفاده می‌شود. تفاوت کروستاتا با تورتا در مواد داخلی آن‌ها است؛ موادی که برای پر کردن کروستاتا استفاده میشود دارای بافت غیرهمگن و تکه تکه است، در حالی که تورتا از موادی با بافت یکدست تشکیل شده است.
کروستاتا می‌تواند شیرین یا شور باشد و انواع مختلفی دارد. نوع شیرین آن معمولاً به عنوان دسر سرو می‌شود و از مربای میوه‌هایی مثل زردآلو، گیلاس، هلو یا انواع توت‌ها برای مواد داخل آن استفاده می‌شود. همچنین ممکن است خمیر کروستاتا را جداگانه بپزند و بعداً با کرم شیرینی و تکه‌های میوه تازه پر کنند که به این نوع crostata di frutta می‌گویند. در کتاب آشپزی «Opera dell'arte del cucinare» که در سال ۱۵۷۰ توسط بارتولومئو اسکاپی نوشته شده، دستورهایی برای کروستاتا با آلو و آلبالو و همچنین با میوه‌هایی مانند به و گلابی وجود دارد. نسخه مدرن این دسر به نام crostata alla nutella شناخته می‌شود که از نوتلا برای داخل آن استفاده می‌شود. یکی دیگر از انواع شیرین کروستاتا که به‌ویژه در مرکز ایتالیا محبوب اس، کروستاتای ریکوتا است که با پنیر ریکوتا، شکر و پوست لیمو درست می‌شود و گاهی شامل کاکائو یا کشمش هم می‌شود.
کروستاتاهای شور با موادی مانند گوشت، ماهی یا سبزیجات درست می‌شوند که از قبل پخته شده‌اند. در کتاب اسکاپی، دستورهایی برای کروستاتای خرچنگ و میگو آمده است و پیشنهاد شده است که برای تهیه تورتا از این مواد، میگو و خرچنگ‌ها له شوند. 
اسکاپی در کتاب خود چندین دستور برای کروستاتا آورده است. از جمله کروستاتاهای گوشتی و دریایی با موادی مانند گوشت خوک، پروشوتو، شاه میگو، ماهی کولی یا صدف. همچنین دستورهایی برای کروستاتاهایی با پنیر کرمی به نام butirata، قارچ ترافل، مغز کنگر فرنگی و حتی احشای لاک‌پشت نیز وجود دارد.